# Wirtschaftsstrafrecht
Das Wirtschaftsstrafrecht ist ein Teilbereich des Strafrechts. Es umfasst Strafvorschriften, die Verstöße gegen Regeln im Wirtschaftsleben sanktionieren. Es dient dem Schutz der Struktur der Wirtschaftsverfassung.
Spektakuläre Einzelfälle (z. B. FlowTex, Jürgen Schneider, Mannesmann-Prozess, VW-Korruptionsaffäre, Abgasskandal, Wirecard) zeigen, dass die durch Wirtschaftsstraftaten verursachten Schäden immens sein können. So hatte die polizeilich erfasste Wirtschaftskriminalität 2022 in Deutschland einen Schaden von 2,083 Mrd. Euro verursacht. Damit machte er 34,3 % des durch alle polizeilich erfassten Delikte verursachten Gesamtschadens aus. Dabei soll kennzeichnend für die Wirtschaftskriminalität sein, wie kriminologische Untersuchungen zeigen, dass ein großes Dunkelfeld existiert und eine Vielzahl der Delikte nicht aufgeklärt wird.
Das Unternehmensstrafrecht ist ein Teilbereich des Wirtschaftsstrafrechts, der die Strafbarkeit von juristischen Personen und Personenverbänden zum Gegenstand hat.

## Thematische Eingrenzung am Beispiel des deutschen Rechts

### Gesetzliche Anhaltspunkte
Auch wenn der Begriff des Wirtschaftsstrafrechts seit langem in Lehre und Praxis gebraucht wird, besteht über den Zuschnitt dieses Rechtsgebiets bislang keine Einigkeit. Ursache hierfür ist, dass das Gebiet des Wirtschaftsstrafrechts nicht durch das Gesetz, sondern durch Systematisierungsversuche des Schrifttums geprägt ist. Zwar existiert in Deutschland ein Wirtschaftsstrafgesetz (WiStG), dieses bietet jedoch trotz seiner Bezeichnung keine geschlossene Kodifikation des Wirtschaftsstrafrechts. Vielmehr enthält es lediglich vereinzelte Regelungen, die vor allem das Funktionieren der Wirtschaft im Verteidigungsfall gewährleisten sollen. Bis 1954 fand sich in § 6 WiStG indes zumindest eine Definition der Wirtschaftsstraftat. Sie lautete:
(2) Eine Zuwiderhandlung ist Wirtschaftsstraftat, wenn sie das Staatsinteresse an Bestand und Erhaltung der Wirtschaftsordnung im Ganzen oder in einzelnen Bereichen verletzt, indem entweder
1. die Zuwiderhandlung ihrem Umfange oder ihrer Auswirkung nach geeignet ist, die Leistungsfähgigkeit der staatlich geschützten Wirtschaftsordnung zu beeinträchtigen, oder
2. der Täter mit der Zuwiderhandlung eine Einstellung bekundet, die die staatlich geschützte Wirtschaftsordnung im ganzen oder in einzelnen Bereichen missachtet, insbesondere dadurch, dass er gewerbsmäßig aus verwerflichem Eigennutz oder sonst verantwortungslos gehandelt oder Zuwiderhandlungen hartnäckig wiederholt hat.
Eine ähnliche Formulierung findet sich in § 30 Abs. 4 Nr. 5b AO, der als Wirtschaftsdelikt Straftaten begreift, die sich eignen, die wirtschaftliche Ordnung erheblich zu stören oder das Vertrauen der Allgemeinheit auf die Redlichkeit des Geschäftsverkehrs oder auf die ordnungsgemäße Arbeit der Behörden und der öffentlichen Einrichtungen erheblich zu erschüttern.
Präziser als diese generalklauselhaften Vorschriften ist § 74c GVG formuliert. Dieser beschreibt, welche Delikte in die Zuständigkeit der Wirtschaftsstrafkammer fallen, einer auf Wirtschaftssachverhalte spezialisierten Kammer am Landgericht. Er zählt zahlreiche Delikte auf, die wegen ihrer besonderen Beziehung zum Wirtschaftsleben vor einem Richtergremium mit besonderen Kenntnissen wirtschaftlicher Abläufe und Vorschriften zu verhandeln sind. Hierzu zählen insbesondere Straftaten des gewerblichen Rechtsschutzes, des Wettbewerbsrechts, des Außenwirtschaftsrechts, des Insolvenzrechts, des Steuerrechts, des Bankrechts und des Börsenrechts. In die Zuständigkeit der Wirtschaftsstrafkammer fallen ferner einige für das Wirtschaftsleben relevante Betrugsdelikte, darunter der Subventions- (§ 264 StGB) und der Kapitalanlagebetrug (§ 264a StGB). Trotz des hohen Detailgrads der Norm wird die Eignung des § 74c GVG zur Eingrenzung des Wirtschaftsstrafrechts im juristischen Schrifttum vielfach bezweifelt, da sich die in dem Katalog genannten Delikte inhaltlich und in ihren Schutzfunktionen zum Teil stark voneinander unterscheiden. So fehle es einigen der im Katalog genannten Delikten an einem Bezug zum Wirtschaftsleben, so etwa bei den durch § 74c Abs. 1 Nr. 3 GVG erfassten Zollvergehen. Daher eigne sich § 74c GVG nicht zur Systematisierung des materiellen Strafrechts, das herkömmlicherweise anhand der geschützten Rechtsgüter gegliedert werde.

### Charakterisierungsansätze des juristischen Schrifttums
Ein abweichendes Meinungslager beschreibt das Wirtschaftsstrafrecht anhand der Art und Weise der Tatbegehung. Edwin Sutherland beschrieb als charakteristisch für Wirtschaftsdelikte, dass sie durch Personen mit hohem Ansehen im Rahmen ihres Berufs begangen werden. Er bezeichnete diese Delikte als White-Collar-Crimes. Jüngere Ansätze gehen davon aus, dass sich die Begehung von Wirtschaftsstraftaten durch die soziale Unauffälligkeit des Täters und die Verletzung des Vertrauens in die Wirtschaftsordnung auszeichnen. Vielfach wird zudem darauf hingewiesen, dass viele im Wirtschaftsleben relevante Straftatbestände Sonderdelikte sind, also nur durch bestimmte Tätergruppen begangen werden können. Kritiker werfen diesem Ansatz vor, zu unbestimmt zu sein, um eine präzise Umschreibung des Wirtschaftsstrafrechts zu bieten. Ferner sei dem Strafrecht eine täterbezogene Systematisierung fremd.
Überwiegend wird der Gegenstand des Wirtschaftsstrafrechts anhand der besonderen Eigenschaften der Wirtschaftsdelikte eingegrenzt. Für diese sei zum einen charakteristisch, dass sie dem Schutz überindividueller Rechtsgüter des Wirtschaftslebens dienen. Dies zeige sich an zwei prominenten Wirtschaftsdelikten, dem § 264a StGB (Kapitalanlagebetrug) und dem § 265b StGB (Kreditbetrug). Ersterer schütze die Funktionsfähigkeit des Kapitalmarkts, letzterer die Funktionsfähigkeit des Kreditmarkts. Hierdurch unterscheiden sie sich von den meisten anderen Strafnormen, die Güter schützen, die einzelnen Rechtsgutsträgern zustehen. Auch dieser Ansatz sieht sich allerdings dem Vorwurf mangelnder Bestimmtheit ausgesetzt.

## Entstehungsgeschichte

### Wirtschaftsgesetzgebung in der Antike und im Mittelalter

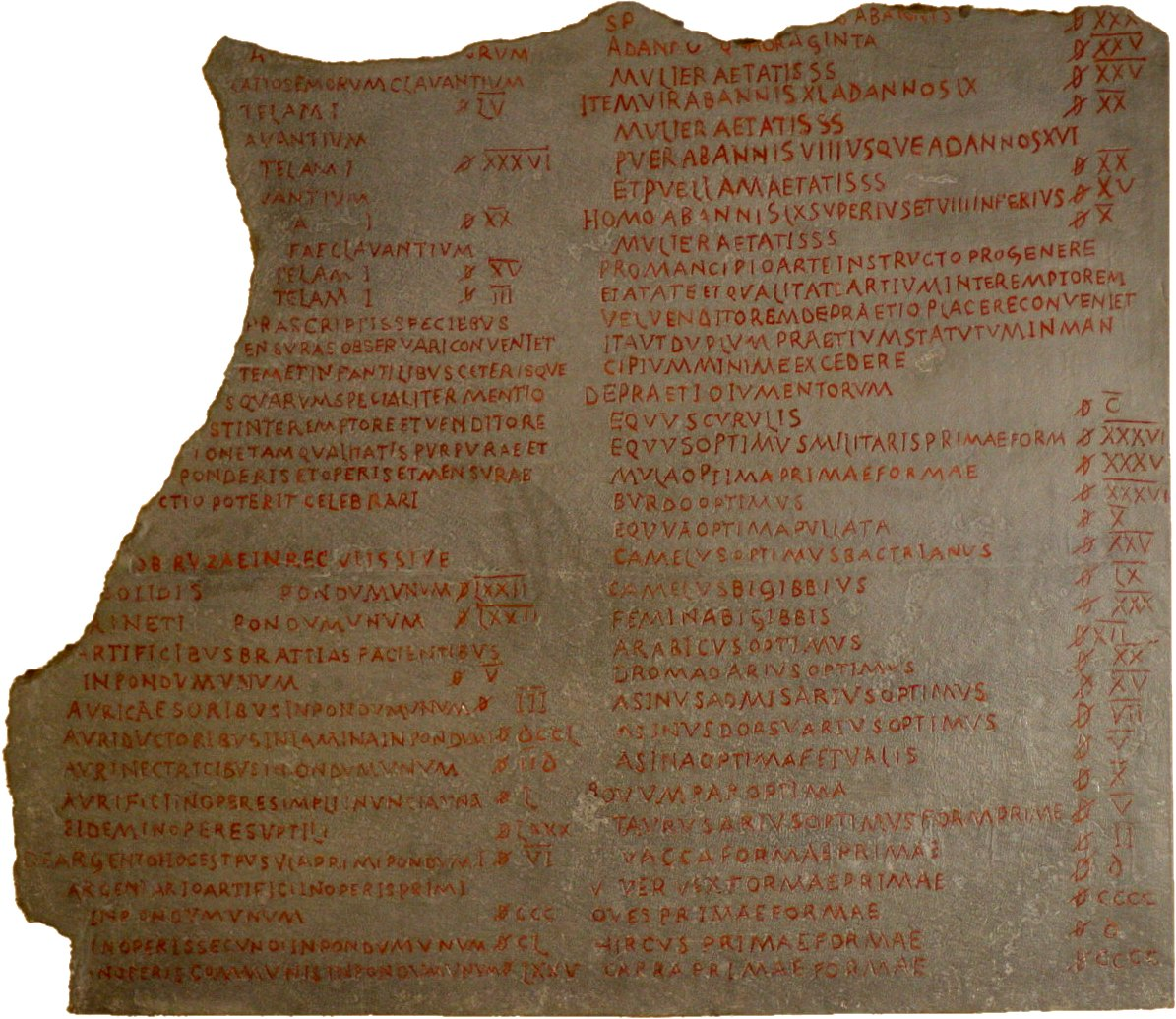
Kopie (Abguss) eines in Aizanoi gefundenen Bruchstückes des Höchstpreisedikts im Pergamonmuseum Berlin aus dem Bestand des Berliner Münzkabinetts

Heutiges Wirtschaftsstrafrecht steht in enger Wechselwirkung zur Wirtschaftspolitik. Das Entwickeln und Verfolgen einer umfangreichen Wirtschaftspolitik ist eine moderne Entwicklung. Doch bereits im Altertum regulierten Staaten punktuell die wirtschaftliche Betätigung Privater. Häufig geschah dies, um das Funktionieren des Staatswesens auch in Krisenzeiten zu gewährleisten. So wurde es im römischen Reich insbesondere verboten, mit Getreide zu spekulieren, um die Versorgung des Staats mit Getreide zu gewährleisten. Zur Bekämpfung der Inflation erließ Kaiser Diokletian ein Höchstpreisedikt, das für viele Produkte Höchstpreise festlegte. Einen wirtschaftsrechtlichen Bezug wiesen ebenfalls zahlreiche Gesetze auf, die zur Bekämpfung der Korruption von Beamten erlassen wurden.
Einen großen Bezug zum Wirtschaftsleben wies ebenfalls das falsum auf. Hierbei handelte es sich um ein weit gefasstes Sammeldelikt, das sich gegen Fälschungs- und Täuschungshandlungen richtete. Tatbestandsmäßig verhielt sich etwa, wer Geldzeichen oder Waren fälschte.
Neue Regelungsbereiche im Wirtschaftswesen erschlossen sich in der Renaissance. Mit dem Aufkommen des Kreditwesens erließen die Gesetzgeber Regelungen zum Bankrott, mit dem Aufkommen des Überseehandels entstand ein rudimentäres Kartellrecht zur Bekämpfung des Monopolmissbrauchs.

### Aufklärung und Industrialisierung
Unter dem Eindruck der Aufklärung setzte sich die Überzeugung durch, dass eine effiziente Volkswirtschaft auf einen freien Wettbewerb angewiesen ist. Daher erließen viele deutsche Partikularstaaten Sanktionen gegen wettbewerbsbeschränkende Absprachen zwischen Unternehmen.
Mit der Industrialisierung kamen neue Gefahrenquellen hinzu, was zum Entstehen neuer Regelungsbereiche führte. So entwickelte sich ein gewerblicher Rechtsschutz, ein Börsenrecht und ein Gewerberecht. Das Vereinszollgesetz von 1869 führte eine Zweiteilung von Kriminal- und Ordnungsstrafen ein. Diese Systematik wurde von zahlreichen weiteren Gesetzen des Wirtschaftsstrafrechts aufgegriffen.

### Weitere Entwicklungen in Deutschland

#### Verwaltungsrechtliche Regulierung der Wirtschaft vor dem Hintergrund der Weltkriege
Zu Beginn des 20. Jahrhunderts wurde die Wirtschaftsgesetzgebung in Deutschland durch den Ersten Weltkrieg geprägt. Der Gesetzgeber erließ während des Kriegs mehrere Gesetze, welche die Verwaltung zum Erlass der Maßnahmen ermächtigten, die als notwendig angesehen wurden, um im Kriegsfall wirtschaftliche Schädigungen des Staats abzuwenden. Um die Effektivität dieser Verwaltungsbestimmungen zu stärken, wurden sie durch Strafvorschriften flankiert. Schwerpunktmäßig richteten sie sich gegen Wucher.
Die Wirtschaftspolitik der Nationalsozialisten war in hohem Maß auf die Kriegsführung ausgerichtet. Sie sollte die Wirtschaft im Sinne der Kriegsziele lenken. Zu diesem Zweck weiteten die Nationalsozialisten das Wirtschaftsstrafrecht deutlich aus. So machte sich nach der Kriegswirtschaftsverordnung vom 4. September 1939 strafbar, wer böswillig die Deckung des für die Bevölkerung lebenswichtigen Bedarfs an Rohstoffen oder Erzeugnissen gefährdete. Es folgten zahlreiche weitere wirtschaftsbezogene Delikte, die sich vor allem durch unbestimmte, generalklauselhafte Straftatbestände auszeichneten.

#### Erlass der Wirtschaftsstrafgesetze
Nach dem Zweiten Weltkrieg richtete der Staat die Wirtschaftspolitik neu im Sinne des Konzepts der sozialen Marktwirtschaft aus. Damit einher ging die weitgehende Aufhebung der auf Kriegsführung ausgerichteten Bestimmungen der Nationalsozialisten. 1949 bündelte der Gesetzgeber durch den Erlass des ersten Wirtschaftsstrafgesetzes einige verbliebene Tatbestände des Wirtschaftsstrafrechts auf und reduzierte durch die Umwandlung einiger Straftaten in Ordnungswidrigkeiten den Einfluss der Verwaltungsbehörden, in deren Händen bislang vielfach die Steuerung der Wirtschaft durch Ordnungsstrafgewalt lag. 1954 wurde das Wirtschaftsstrafgesetz vereinfacht und auf wenige Tatbestände reduziert. Seitdem besteht es aus wenigen Delikten, die sich vor allem auf Sicherstellungsmaßnahmen, Preisüberhöhungen und die Missachtung von Preisregelungen beziehen. Da das Gesetz maßgeblich unter dem Eindruck des Kalten Kriegs entwickelt wurde, ist seine praktische Bedeutung äußerst gering. Gelegentlich zur Anwendung kommt § 5 WiStG, wonach sich ordnungswidrig verhält, wer unter Ausnutzung eines Angebotsmangels eine unangemessen hohe Miete für Wohnraum fordert.
Das Gesetz gegen Ordnungswidrigkeiten von 1952 reformierte das Ordnungswidrigkeitenrecht. Dies besaß für das Wirtschaftsstrafrecht insofern Bedeutung, als dass es sich bei vielen wirtschaftsrelevanten Delikten um Ordnungswidrigkeiten handelte. Durch die Einführung der Verbandsgeldbuße nach § 30 OWiG vereinheitlichte der Gesetzgeber Möglichkeiten zur Sanktionierung juristischer Personen.
1957 folgte das Gesetz gegen Wettbewerbsbeschränkungen, das die Kartellbildung grundsätzlich verbot.

#### Erlass der Gesetze zur Bekämpfung der Wirtschaftskriminalität
1972 bildete der Gesetzgeber eine Sachverständigenkommission, die Verbesserungspotentiale bei der Bekämpfung von Wirtschaftskriminalität analysieren sollte. 1976 und 1986 folgten zwei Gesetze zur Bekämpfung der Wirtschaftskriminalität. Das erstere reformierte das Insolvenzstrafrecht und schuf mit dem Subventions- und dem Kredittatbestand neue Betrugsdelikte. Das zweite Gesetz zur Bekämpfung der Wirtschaftskriminalität schuf zahlreiche neue Tatbestände. Eine zentrale Neuerung stellt die Einführung des Computerstrafrechts dar, die den missbräuchlichen Einsatz von EDV pönalisierte und Lücken der bereits vorhandenen Tatbestände schloss.

#### Weitere Entwicklungen
1992 verschärfte der Gesetzgeber den Verfall, indem er das Nettoprinzip durch das Bruttoprinzip ablöste. Dies hatte zur Konsequenz, dass alles, was der Täter aus der Tat erlangt hat, dem Verfall anheimfiel. Im gleichen Jahr führte der Gesetzgeber den Tatbestand der Geldwäsche (§ 261 StGB) ein. Zudem schuf er die Möglichkeit des Erweiterten Verfalls, um einen Verfall auch in Fällen zu ermöglichen, in denen unklar ist, ob ein Vermögensgegenstand aus der abgeurteilten Straftat herrührt.
1994 trat das Wertpapierhandelsgesetz in Kraft, das den Wertpapierhandel regulierte. Insbesondere bedrohte es den Insiderhandel mit Strafe.
Mit dem Gesetz zur Bekämpfung der Korruption folgte 1997 eine Reform der Bestechungsdelikte. Ferner schuf der Gesetzgeber zum Schutz des freien Wettbewerbs zwei neue Straftatbestände: Das Treffen wettbewerbsbeschränkende Absprachen bei Ausschreibungen (§ 298 StGB) und die Bestechlichkeit bzw. Bestechung im geschäftlichen Verkehr (§ 299 StGB).
Gegen Korruption im Sportwesen richtet sich die 2017 erfolgte Einführung der Tatbestände des Sportwettbetrugs (§ 265c StGB) und der Manipulation berufssportlicher Wettbewerbe (§ 265d StGB). Im gleichen Jahr erfolgte eine Reform der strafrechtlichen Vermögensabschöpfung. Ebenfalls 2017 erließ der Rat eine Verordnung zur Gründung der Europäischen Staatsanwaltschaft, einer europäischen Behörde, die Straftaten zum Nachteil der finanziellen Interessen der Europäischen Union verfolge soll.

## Dogmatik des deutschen Wirtschaftsstrafrechts

### Tatbestandliche Besonderheiten von Wirtschaftsdelikten

#### Kausalität
Da das Gesetz keine geschlossene Sonderdogmatik für Wirtschaftsdelikte vorsieht, richtet sich deren Dogmatik nach den allgemeinen Bestimmungen des StGB. Allerdings stellen sich bei der Anwendung dieser Bestimmungen auf Wirtschaftsdelikte häufig spezifische Probleme.
Schwierigkeiten kann zunächst die Feststellung der Kausalität aufwerfen. Bei einem Großteil der Delikte des Kernstrafrechts handelt es sich um Erfolgsdelikte, die die Strafbarkeit an die Herbeiführung eines rechtlich missbilligten Erfolgs anknüpfen. So setzt etwa die Betrugsstrafbarkeit voraus, dass der Täter durch eine Täuschung einen Irrtum beim Opfer erregt und diesen hierdurch zu einer schädigenden Vermögensverfügung veranlasst. Es bedarf also einer kausalen Verknüpfung der einzelnen Tatbestandsmerkmale. Kausalität ist nach der gängigen Condicio-sine-qua-non-Formel gegeben, wenn eine Handlung nicht hinweggedacht werden kann, ohne dass der tatbestandsmäßige Erfolg entfiele. Im Wirtschaftsleben wird die Anwendung dieser Formel dadurch erschwert, dass dort Entscheidungen durch Gremien getroffen werden, die nach dem Mehrheitsprinzip entscheiden. Ein Anschauungsbeispiel hierfür bietet der prominente Lederspay-Fall des Bundesgerichtshofs. Dort hatte die sechsköpfige Geschäftsleitung eines Herstellers von Lederspray einstimmig entschieden, ein gesundheitsschädliches Produkt weiterhin ohne Warnung auszuliefern. Nachdem es zu weiteren Gesundheitsschäden gekommen war, hatte der Bundesgerichtshof zu entscheiden, ob sich die Gremienmitglieder wegen Körperverletzung strafbar gemacht haben. Das Problem hierbei bestand darin, dass angesichts der Einstimmigkeit jedes Gremienmitglied hätte einwenden können, dass seine Zustimmung nicht kausal war, da auch ohne diese die notwendige Beschlussmehrheit erreicht worden wäre. Der Bundesgerichtshof wies diese Argumentation zurück, indem er die Gremienmitglieder als Mittäter ansah. Dies hatte gemäß § 25 Abs. 2 StGB zur Konsequenz, dass sich jedes Mitglied das Abstimmungsverhalten der anderen Mitglieder als eigenes zurechnen lassen musste. Folglich hat jedes Mitglied den Beschluss kausal herbeigeführt. Stimmen aus dem Schrifttum gelangen über die Figur der alternativen Kausalität zum gleichen Ergebnis.

#### Sonderdelikte
Bei vielen Delikten handelt es sich um Sonderdelikte, die an spezifische Eigenschaften des Täters anknüpfen. So kann etwa Täter einer Untreue (§ 266 StGB) nur sein, wer zur Betreuung fremden Vermögens verpflichtet  ist.

#### Abstrakte Gefährdungsdelikte
Bei vielen Tatbestände des Wirtschaftsstrafrechts handelt es sich um abstrakte Gefährdungsdelikte. Dies betrifft etwa viele betrugsverwandte Delikte wie den Subventions- und den Kreditbetrug. Anders als der Betrug setzten diese Delikte nicht voraus, dass das Handeln des Täters zu einem Vermögensschaden führt; für die Strafbarkeit genügt bereits die Vornahme einer Handlung, die typischerweise fremdes Vermögen gefährdet. Dies erspart in der Praxis die häufig komplizierte Feststellung eines Vermögensschadens.

#### Blankettnormen
Schließlich finden sich im Bereich des Wirtschaftsstrafrechts häufig Blankettnormen.

### Sanktionen im Wirtschaftsstrafrecht

#### Einziehung der Taterträge, §§ 73 ff. StGB
Bei der Einziehung handelt es sich um eine Sanktion des Kriminalstrafrechts. Sie soll verhindern, dass dem Täter Vorteile aus der Tat verbleiben. Die Einziehung ergänzt damit die Geldbuße, deren Höhe sich an der Schuld des Täters orientiert.
Gemäß § 73 Abs. 1 StGB zieht das Gericht die Erträge ein, die der Täter aus einer rechtswidrigen Tat gezogen hat. Dies umfasst einerseits Gegenstände, die durch die Tat als Beute erlangt werden, andererseits Belohnungen, die der Täter für die Tatbegehung erhalten hat. Infolge der Einziehung erwirbt der Staat Eigentum an den eingezogenen Gegenständen. Die Einziehung setzt nicht voraus, dass die eingezogene Sache dem Täter gehört; gemäß § 73b StGB kann sich die Einziehungsanordnung auch gegen Dritte richten, soweit diese Vorteile aus der Tat erhalten. Diese Bestimmung besitzt für das Wirtschaftsstrafrecht hohe Bedeutung, da sie Unternehmen einen Anreiz gibt, um Straftaten ihrer Mitarbeiter vorzubeugen.

#### Gewinnabschöpfung, § 17 Abs. 4 OWiG
Die Begehung von Ordnungswidrigkeiten wird durch Geldbußen sanktioniert. Bei Vorsatztaten können Geldbußen gegen natürliche Personen gemäß § 17 Abs. 1 OWiG grundsätzlich bis zu 1.000 € betragen, gegen juristische Personen gemäß § 30 Abs. 2 S. 1 Nr. 1 OWiG grundsätzlich bis zu 10.000.000 €. Gemäß § 17 Abs. 4 OWiG soll die Geldbuße allerdings so bemessen werden, dass sie den wirtschaftlichen Vorteil übersteigt, der aus der Ordnungswidrigkeit gezogen wurde. Der Vorteil wird netto berechnet. Die Geldbuße kann daher eine erhebliche Höhe erreichen, die die mögliche Höhe von Geldstrafen bei weitem übersteigt. Sofern der Gewinn aus der Tat die Höchstgrenzen für Geldbußen übersteigt, dürfen auch die genannten Obergrenzen überschritten werden.

#### Abführung des Mehrerlöses
§ 8 Abs. 1 S. 1 WiStG sieht als Sanktion vor, dass der Täter die Differenz zwischen dem zulässigen Preis und dem überhöhten erzielten Erlös an den Staat abzuführen hat.

#### Verbandsgeldbuße, § 30 OWiG
Auch bei der Auswahl der Sanktionen weist das Wirtschaftsstrafrecht Besonderheiten auf. So können in Deutschland in vielen Fällen keine Kriminalstrafen verhängt werden, da solche nur für natürliche Personen vorgesehen sind. Im Wirtschaftsstrafrecht werden als Sanktionen daher häufig Verbandsgeldbußen gemäß § 30 OWiG verhängt. Gemäß § 30 OWiG kann gegen ein Unternehmen im Falle eines Fehlverhaltens eines Repräsentanten eine Geldbuße verhängt werden. Voraussetzung hierfür ist erstens, dass ein Repräsentant des Unternehmens eine Straftat oder Ordnungswidrigkeit verwirklicht. Repräsentanten einer GmbH sind etwa deren Geschäftsführer, Repräsentanten einer AG deren Vorstandsmitglieder. Zweitens muss entweder die Begehung der Tat eine Pflichtverletzung des Unternehmens darstellen die Tat der Bereicherung des Unternehmens dienen.
Unter Anwendung des § 30 OWiG kann etwa eine Geldbuße gegen eine GmbH verhängt werden, wenn deren Geschäftsführer Mitarbeiter eines anderen Unternehmens besticht, um der GmbH einen vorteilhaften Auftrag zu verschaffen(§ 299 Abs. 2 StGB). § 9, § 130 OWiG erweitern die Möglichkeit der Verbandsgeldbuße auf Fälle, in denen die Straftat oder Ordnungswidrigkeit nicht durch einen Repräsentanten, sondern durch einen Angestellten begangen wird. § 9, § 130 OWiG bestimmen, dass der Repräsentant eine eigene Ordnungswidrigkeit begeht, wenn er das illegale Handeln seines Mitarbeiters durch Missachtung von Aufsichtspflichten begünstigt hat. So kann etwa die GmbH im Bestechungsbeispiel auch haftbar gemacht werden, wenn die Bestechung durch einen Angestellten erfolgt und der Geschäftsführer dies fahrlässig verkannt hat.
Sind mehrere Repräsentanten vorhanden, genügt für den Prozess gegen das Unternehmen die Erkenntnis, dass ein  Repräsentant eine einschlägige Tat begangen hat; unerheblich ist daher, welcher Repräsentant verantwortlich ist.
Die Verbandsgeldbuße kann unabhängig von der Bestrafung des Repräsentanten erfolgen, der als natürliche Person mit einer Kriminalstrafe belegt werden kann.